# Habenaria meeana
Habenaria meeana är en orkidéart som beskrevs av Antonio Luiz Vieira Toscano. Habenaria meeana ingår i släktet Habenaria och familjen orkidéer. Inga underarter finns listade i Catalogue of Life.